# Parametopa kervillei
Parametopa kervillei är en kräftdjursart som beskrevs av Édouard Chevreux 1901. Parametopa kervillei ingår i släktet Parametopa och familjen Stenothoidae. Inga underarter finns listade i Catalogue of Life.